# باباسلمان
باباسلمان ، ناحیه‌ی ۳ از شهر باغستان بخش مرکزی شهرستان شهریار در استان تهران ایران است.

## عمده فروشی
یکی از دلایل معروفیت این شهرستان بخاطر وجود مراکز عمده فروشی محصولات مصرفی خانوار است ازجمله، پلاستیک و محصولات یکبارمصرف و... و همچنین وجود کارخانجات متعدد که باباسلمان را به یک شهرک صنعتی تبدیل کرده است . شهر باباسلمان مقصد بسیاری از بازاریان برای یافتن محصولات مصرفی با قیمت بسیار مناسب است.
در این شهر و در مناطق مشخص آن می توانید محصولاتی را بیابید که قیمت آن ها بسیار مناسب تر از بازارهای دیگر از جمله بازار بزرگ تهران است.

## جمعیت
این شهرک در شهر باغستان قرار دارد و براساس سرشماری مرکز آمار ایران در سال ۱۳۸۵، جمعیت آن ۵٬۰۵۷ نفر (۱٬۲۰۴خانوار) بوده‌است.